# Halictini
Halictini – plemię pszczół z rodziny smuklikowatych i podrodziny smuklikowatych właściwych.
Pszczoły małych i średnich rozmiarów, o jednolitej budowie ciała. Oskórek u większości gatunków wschodniej półkuli jest czarny lub matowo zielonkawy, natomiast u gatunków z półkuli zachodniej, zwłaszcza z podplemienia Caenohalictina, oskórek może być metalicznie zielony lub niebieski. Gatunki pasożytnicze jednak nigdy nie są metalicznie ubarwione. Samice gatunków niekleptopasożytniczych mają metasomę z wyspecjalizowanym podłużnym polem środkowym na piątym tergicie niepodzielonym wcięciem. U samców siódmy tergit podzielony jest poprzeczną, zwykle żeberkowną listewką na część górną, zwykle o wyraźnie bezwłosej płytce pygidialnej i część dolną, silnie podwiniętą, tak że listewka ta tworzy pozorny wierzchołek omawianego tergitu. Liczne gatunki cechują się osłabieniem żyłek w odsiebnej części skrzydła przedniego. Samce wielu gatunków mają zlane ze sobą lub szeroko połączone stawowo: pierwszy i drugi człon stóp tylnej pary odnóży.
Takson kosmopolityczny.
Do plemienia tego należy 25 rodzajów, zgrupowanych w 4 podplemiona:
- podplemię: Thrinchostomina
  - Parathrincostoma
  - Thrinchostoma
- podplemię: Caenohalictina
  - Agapostemon
  - Caenohalictus
  - Dinagapostemon
  - Habralictus
  - Paragapostemon
  - Pseudagapostemon
  - Rhinetula
  - Ruizantheda
- podplemię: Sphecodina
  - Eupetersia
  - Microsphecodes
  - Nesosphecodes
  - Ptilocleptis
  - Sphecodes – nęczyn
- podplemię: Halictina
  - Echthralictus
  - Glossodialictus
  - Halictus – smuklik
  - Homalictus
  - Lasioglossum – pseudosmuklik
  - Mexalictus
  - Patellapis
  - Thrincohalictus
  - Urohalictus